# Mikołaj (książę belgijski)
Mikołaj, książę Belgii, właśc., nid. Nicolas Casimir Marie (ur. 13 grudnia 2005 w Woluwe-Saint-Lambert) – drugie dziecko księcia belgijskiego Wawrzyńca z dynastii sasko-koburskiej i jego żony księżnej Klary Ludwiki. Jest obecnie czternasty w linii do tronu belgijskiego.

## Rodzina
Książę Mikołaj urodził się 13 grudnia 2005 roku. Ma starszą siostrę – księżniczkę Ludwikę i młodszego brata bliźniaczego Emeryka. Imię otrzymał na cześć swojego macierzystego dziadka Mikołaja Coombsa.
Uczęszcza obecnie do Liceum Francuskiego w Brukseli (Lycée Français de Bruxelles), do którego chodzą również jego siostra i brat.